# Dušan Kosanović Lajtmanović
Dušan Kosanović Lajtmanović (Kunić, Plaški, 16. mart 1949) pukovnik–pilot Jugoslovenske narodne armije i vojske Savezne republike Jugoslavije.

## Život
Rođen je 16. marta 1949. godine u selu Kunić kod Plaškog (Lika). Osnovnu školu zavšio je 1963. godine u Plaškom, a zatim je nastavio školovanje u Pripremnoj školi za Vazduhoplovnu vojnu akademiju u Mostaru, koja je tada trajala samo dve godine zbog potrebe za ubrzanu obuku i popunjevanje jedinica pilotskim kadrom. Sa izuzetnim uspehom 1965. godune savladao je školsko gradivo. Zahvaljujući fizičkoj konstituciji, isticao se u nekoliko sportiskih disciplina i neprekidno održavao izuzetnu fizičku kondiciju, što je bila bitna pretpostavka za pilotski poziv i napredovanje do vrhunskog pilota.

## Nastavak školovanja
Od 1965. do 1968. godine pohađao je Vazduhoplovnu vojnu akademiju u Zadru sa visokom stručno-teornom i letačkom ocenom i u dvadesetoj godini života unapređen je u čin potporučnika-pilota Ratnog vazduhoplovstva i protivvazdušne odbrane. Već u drugoj godini školovanja zapažen je njegov letački talent, kada je kao “golobradi osamnaestogodišnjak” i najmlađi pitomac-pilot, među prvima izveo svoj prvi samostalni - “diplomski let” na mlaznjaku. U trećoj (završnoj) godini ispunjena mu je želja da se dobučava za pilota lovca na avionu „SEJBRU-E“, kao i obuku za instrumentalno letenje (u svim meteološkim uslovima i bez spoljne vidljivosti).

## Pilotska karijera
Po završetku akademije raspoređen je u 83. lovački avio puk u Skoplju. Odmah se uključio u intezivnu borbenu obuku na modernijem i ubojitijem mlaznom lovcu - ,,SEJBRU-D”. Često је dežurao i leteo u sistemu protivvazdušne odbrane teritorije kao lovac-presretač u slučajevima povrede vaѕdušnog prostora Jugoslavije.
Dana 6. februara 1970. godine kao vođa para lovaca je poleteo da presretnu neidentifikovan objekat, koji je povredio vazdušni proctor. Tom prilikom je usled požara i prestanka rada motora bio prinuđen da se katapultira, vodeći računa da avion usmeri prema nenaseljenoj planini Skopska crna gora i udalji od grada Kumanova. Povodom tog podviga, vanredno je unapređen u čin poručnika, a Redakcija tadašnjeg lista “Borba” dodeljuje mu Diplomu podvig vojnika 1970, a “Ilustrovana politika” proglasila ga je za Muškarca 1970. godine, pored De Gola, Solženjicina, Omara Šarifa i Branka Pešića. Komandant Ratnog vazduhoplovstva svečano mu je uručio sat sa posvetom.
Kao najmlađi poručnik Ratnog vazduhoplovstva 1970. godine završava preobuku na najsavremenijom supersoničnom avionu lovcu toga doba MIG-21, koji leti dva puta brže od brzine zvuka i na visinama preko dvadeset hiljada metara.
Posle završenog kursa za komandira avijacijskog odeljenja i nastavnika letenja, postavljen je na dužnost komandira odeljenja supersonične lovačke avijacije MIG-21, gde je ostao do 1976. godine. Kao već vrlo iskusan pilot lovac, od 1976. do 1986. godine bio je nastavnik-instruktor letenja za preobuku i borbenu obuku na supersoničnom MIG-21 u Batajnici. Za ovih deset godina preobučio je i obučio na desetine pilota čime je dao znatan doprinos razvoju Ratnog vozduplovstva, pa su se stekli svi ptrebni uslovi mu se dodeli Diploma instruktora letenja i Zlatni pilotski znak kao vrhunskom pilotu.
Krajem 1983. godine, posle završene Komandno - štabne akademije Ratnog vazduhoplovstva i protivvazdušne odbrane, kao najmlađi major, postavljen je na dužnost zamenika komandanta lovačke eskadrile na kojoj dužnosti ostaje do 1988. godine.
Kada je po preporuci letačke komisije zbog operacije na kičmi morao nastaviti letenje u transportnoj avijaciji, intezivno uči engleski jezik i uspešno polaže ispite iz brojnih stručnih i teorijskih predmete i raznih propisa iz oblasti međunarodnog saobraćaja. Kao znak stručnosti dobija dozvole i stiče zvanja saobraćajnog pilota, zatim kapetana, pa instruktora saobračajnog letenja, kao i ovlašćenje i dozvolu za prekookeanske letove. Od 1988. do 1992. godine bio je komandant transportne avijacijske eskadrile.
Pored komandnih dužnosti, kao iskusan i renomiran saobraćajni pilot vršio je brojna prevoženja državnika, delegacija i pregovaračkih timova u zemlji i inostranstvu, najčešće u Ženevu, Brisel, Hag, Moskvu, Pariz, Rim, Atinu i Njurjork.
Ratne godine 1991. do 1995. zatiču ga na dužnosti komandanta transportne eskadrile koja je izvodila veoma složene zadatke prevoženja ljudstva i materijalnih sredstava na ratom zahvaćnom području do 1992. godine kada je postavljen na dužnost načelnika štaba brigade, na kojoj dužnosti ostaje do kraja rata. Posle rata bio je komandant ove brigade sve do penzionisanja 1997. godine.
Bio je jedan od retkih pilota Ratnog vazduhoplovstva koji je leteo na skoro svim avionima vazduhoplovstva Jugoslovenske narodne armije i Vojske Savezne republike Jugoslavije. Kao vrstan poznavalac letelica i hrabar pilot, često je bio angažovan za probne letove posle remonta aviona.
Posle penzionisanja vrlo je aktivan u Udruženju pilota nadzvučnih aviona i Vojnih veterana Srbije.

## Odlikovanja i javna priznanja
- Orden za vojne zasluge sa srebrbim mačema,
- Orden za vojne zasluge sa zlatnim mačevima,
- Orden Narodne armije sa srbrnim zvezdom,
- Bronzana plaketa komandanta brigade,
- Zlatni pilotski znak za izuzet doprinos razvoja Ratnog vazduhoplpvstva protivazdušne odbrane
- Diploma podvig vojnika 1970.Redakcija “Borbe”

## Literatura
- Vorkapić,Milan: Starješine Plaščanske doline, autorsko izdanje 2015. godine.